# Giustino
Giustino – miejscowość i gmina we Włoszech, w regionie Trydent-Górna Adyga, w prowincji Trydent.
Według danych na rok 2004 gminę zamieszkiwały 694 osoby, 17,4 os./km².